# Louis Stewart
Pour les articles homonymes, voir Stewart.
Louis Stewart, né le 4 janvier 1944 à Waterford (Irlande) et mort le 20 août 2016, est un guitariste de jazz irlandais.

## Carrière
Né à Waterford, Louis Stewart commence sa carrière professionnelle en jouant dans des cover bands à Dublin. En 1968, il se produit au festival de jazz de Montreux avec le pianiste Jim Doherty et y reçoit le prix de Meilleur soliste européen (Outstanding European Soloist). Il refuse la bourse qui lui est offerte pour étudier au Berklee College of Music.
En 1969, il rejoint l'orchestre de Benny Goodman. En 1968 et 1969, il est membre des quartet et big band de Tubby Hayes.
Il enregistre son premier album en tant que leader, Louis the First, en 1975 avec pour sidemen Sam Jones, Billy Higgins, Peter Ind, Red Mitchell et Spike Robinson.
De 1975 à 1979, il travaille dans les différentes formations de Ronnie Scott. En 1979, il joue en Australie aux côtés de Blossom Dearie et Don Burrows (en), joue dans le big band d'Harry South (en).
À la fin des années 1970, il commence à travailler avec George Shearing, part en tournée en Amérique et dans les festivals européens. Il enregistre huit albums dont plusieurs en trio avec Niels-Henning Ørsted Pedersen. Il collabore également avec Joe Williams, J.J. Johnson, Peter King.
Résidant à Dublin, il reçoit en 1998 un doctorat honorifique du Trinity College. En 2009, il est coopté au sein de l'Aosdána.

## Discographie
- Louis the First (1975)
- Baubles, Bangles and Beads (1976)
- Milesian Source (1977)
- Out on His Own (1977)
- Drums and Friends (1978)
- I Thought About You (1979)
- Alone Together (1979)
- Acoustic Guitar Duets (avec Martin Taylor, 1985)
- Good News (1988)
- Winter Song (1990)
- String Time (1990)
- Louis Stewart featuring Michael Moore (1992)
- In A Mellow Tone (1992)
- Joycenotes (1993)
- Overdrive (1995)
- I Wished on the Moon (1999)
- Street of Dreams (2002)
- Core Business (2004)
- Paradoxal Intervention (2005)
- Tunes (avec Jim Doherty, 2013)